# Pote asturiano

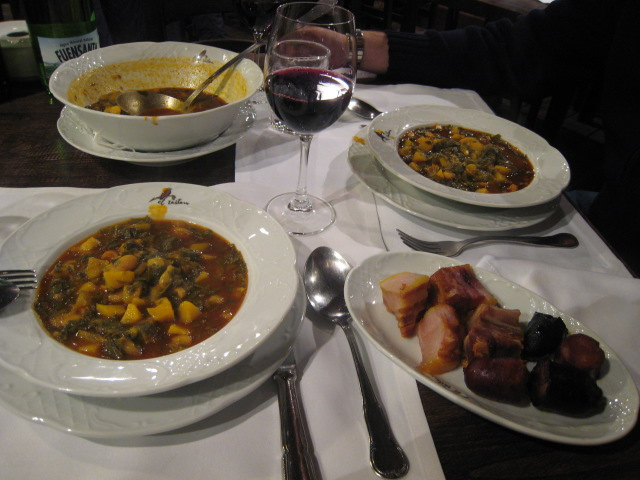
Pote asturiano e suas carnes

Pote asturiano é um prato tradicional da região das Astúrias, na Espanha. Trata-se de um cozido forte, preparado nas lareiras numa panela de ferro conhecida como pote, na altura da matança do porco. É servido muito quente, em pratos de sopa.

## Características
É preparado fundamentalmente com feijão branco e diversos produtos à base de carne de porco. Leva também couve-de-folhas, batatas, chouriços asturianos, morcelas asturianos, butelo, orelha e rabo de porco.
Por vezes, embora não seja a forma tradicional, acrescenta-se também arroz. A preparação demora entre 6 a 8 horas. Nalguns estabelecimentos na Espanha, é possível encontrar este prato comercializado já pronto em latas.

## Variantes
Existe uma outra variante que leva castanhas em vez de feijões (é conhecida como pote de castañas ou também pote quirosano), batatas, chouriço, morcela e toucinho. Não leva verduras.

## Confusões
Por vezes, este prato é confundido com a fabada asturiana (feijoada asturiana), mas não é sequer uma variante desse prato, apesar de também ser feito com feijões. Uma das diferenças fundamentais reside na utilização de verduras, algo que a fabada asturiana não inclui.